# 8214 Міреллаліллі
8214 Міреллаліллі (8214 Mirellalilli) — астероїд головного поясу, відкритий 29 березня 1995 року.
Тіссеранів параметр щодо Юпітера — 3,350.